# Мой друг (пьеса)
«Мой друг» — пьеса Николая Погодина, написанная в 1932 году; в оригинале — «представление в трех действиях с эпилогом».
Написанная по заказу режиссёра Алексея Попова, пьеса впервые была поставлена в Московском театре Революции; премьера состоялась 11 ноября 1932 года. Не единственным, но главным прототипом героя пьесы стал начальник строительства Горьковского автозавода Степан Дыбец.
Несмотря на отмеченные критиками несовершенства, «Мой друг» в первой половине 30-х годов с успехом шёл во многих театрах страны. После длительного забвения и неудачных воспоминаний во второй половине 50-х годов пьеса Погодина обрела новую и яркую жизнь в спектакле Марка Захарова «Темп-1929», поставленном в 1971 году.

## История создания
В 1929 году в Театр имени Вахтангова, к Алексею Попову, пришёл разъездной очеркист «Правды» Николай Погодин с пьесой «Темп», основанной на его производственных очерках «Тракторстрой». Сочинение было сырое, написанное не по законам жанра, но это была первая в истории советского театра производственная пьеса, к тому же с невыдуманным сюжетом и невымышленными героями. 
Под руководством режиссёра Погодин долго дорабатывал пьесу; тем временем Попов перешёл в Театр Революции. Оставив «Темп» вахтанговцам, он поставил в новом своём театре следующую пьесу Погодина — «Поэма о топоре», изначально такую же сырую.
С основательной доработкой и изъятием целой сюжетной линии пьеса была поставлен в 1931 году. Спектакль Попова стал одним из художественных символов эпохи, и, хотя своим ошеломляющим успехом он в большей степени, чем пьесе, был обязан режиссёру, художнику (Илье Шлепянову) и композитору (Николаю Попову), «Поэма о топоре» принесла славу и драматургу. Позже Алексей Попов поставит Погодину в заслугу то, что он «заставлял актёров и режиссёров смотреть и видеть новое».
Погодин увлечённо рассказывал Попову о «командирах пятилетки», которых он наблюдал в своих служебных командировках; Попов ответил коротко: «Пиши», — и Погодин, возвращаясь к теме «Темпа», в январе 1932 года отправился на строительство Горьковского автомобильного завода. 
Начальник строительства и первый директор завода Степан Дыбец не стал единственным прототипом героя пьесы, которой Погодин первоначально дал название «Командиры пятилетки»: в этот период драматург уже стремился к художественным обобщениям, к созданию собирательных образов. Но, наблюдая за работой Дыбеца в течение трёх месяцев, Погодин сдружился с ним — так пьеса получила название «Мой друг». Не последняя роль в ней была отведена безымянному «Руководящему лицу»; под этим псевдонимом легко узнавался Г.К. Орджоникидзе, в то время председатель ВСНХ СССР.
Пьеса, драматургически уже более зрелая, чем предыдущие, была закончена 31 мая 1932 года, и в том же году «представление в трех действиях с эпилогом» вышло отдельным изданием в Государственном издательстве художественной литературы. В ноябре в Театре Революции состоялась премьера спектакля, приуроченного к 15-й годовщине Октябрьской революции.

## Основные действующие лица
- Григорий Гай — начальник строительства
- Руководящее лицо — представитель высшего хозяйственного руководства
- Елкин — партийный работник из молодых
- Белковский, Монаенков, Максим — помощники Гая
- Ладыгин — инженер, немного старомоден
- Пеппер — жена Гая, участница строительства
- Кондаков — смирный и недалекий, пытающийся быть смелым и «далёким»
- Андрон — представитель подлинных кадров класса
- Ксения Ионовна — секретарь Гая
- Наташа — чертежница со знаниями
- Тётя Соня — мастер, отнюдь не мужеподобна
- Зуб — старинный служитель канцелярии
- Мистер Генри — директор американских заводов[15].

## Сюжет
Начальник строительства крупного завода Григорий Гай, в далёком прошлом — квалифицированный рабочий-слесарь, в свои 40 лет много кем и где успевший побывать,  возвращается в Россию из длительной командировки в США. Ещё на пароходе Гай узнаёт, что его снимают с должности, а дома его ждёт другой сюрприз: жена, которая, по его расчётам, вот-вот должна родить, давно сделала аборт — она хочет посвятить себя общественно полезному труду, а не домашнему хозяйству и детским люлькам.  
Исполнявшему обязанности начальника строительства Белковскому, по чьим «сигналам» наверх Гая отстранили от работы, просто захотелось доказать, что он ничем не уже Гая; но он, как старый друг, раскаивается. Гая восстанавливают в должности, ограничиваются выговором, но на него обрушивается новая напасть: вместо станков 1-й очереди прислали станки 2-й очереди, и завод пустить невозможно. Гай просит у Руководящего лица 350 тысяч рублей на покупку станков 1-й очереди; но у Руководящего лица лишних денег нет: «Деньги портят человека, товарищ Гай. Когда хозяйственник получает деньги, в нём гаснет творческий импульс»..
Главный инженер и главный механик, разойдясь во взглядах, подают заявления об уходе; завод-поставщик не отливает сталь из-за отсутствия денег, пароход из Филадельфии терпит бедствие в океане; кто-то не может прислать токарей, кто-то за прежние поставки требует денег, которых нет… В отсутствие Гая Белковский и Ёлкин — экономии ради — поставили на окна негодные деревянные рамы; Белковский пишет новый донос в Москву, а парторг Ёлкин придумывает, как прославиться на всю страну: то избирает Анри Барбюса почётным формовщиком, то вызывает Академию наук на соревнование… Гаю становится понятен смысл фразы: «Снимают? Ставь магарыч тем, кто тебя снимает».
Но — «препятствия существуют для того, чтобы их преодолевать»: Гай хитростью добывает деньги, сносит деревянные рамы, его верные помощники во главе с тётей Соней находят способ переконструировать станки под 1-ю очередь — завод вопреки всему пущен. Гай мечтает об отдыхе, но Руководящее лицо уже назначило его начальником нового строительства, в 10 раз больше завершённого.

## Художественные особенности. Критика
«Темп» театральная критика охарактеризовала как сценический очерк, и Николай Погодин охотно принял такое определение жанра его пьесы: это был патент на изобретение новой драматургической формы, лестный вдвойне, поскольку в те времена, по собственному признанию, он вообще не знал законов драматургии. В действительности Погодин открыл для театра новую тему, которая и в сюжетостроении требовала нетрадиционной формы, и начинающий драматург, не скованный профессиональным мастерством, находил её интуитивно.  
К «производственной» теме театры начали обращаться уже в конце 20-х годов, но посвящались ранние пьесы производственному процессу как таковому, машине или проискам классовых врагов; созидатель нового мира, пишет Юрий Калашников, оказывался в тени или «превращался в унылую риторическую схему». Настоящих героев первых пятилеток, одетых в телогрейки, говоривших на своём, колоритном языке о непривычных для театра вещах, привёл на сцену Погодин. Режиссёров в его пьесах, помимо новизны, привлекало и умение компенсировать юмором пафос, неизбежный в пьесах, посвящённых социалистическому строительству. 
В пьесе «Мой друг» Погодин назвал сцены «эпизодами», и это действительно эпизоды, связанные между собой не сюжетом, а героем. Гай раскрывается не только сам по себе, но и так или иначе всеми действующими лицами; драматург сравнивал свою пьесу с концертом для солирующего инструмента с оркестром: «Все участники играют для главного исполнителя, а главный исполнитель играет для всего ансамбля». Найденная Погодиным драматургическая структура возродится в 60—70-е годы в «производственной пьесе» — как «дневник директора» или «один день директора».

### Герой
Первый исполнитель роли Гая, Михаил Астангов, в 1933 году сетовал: «на всю пьесу только одна большая роль». Пьеса написана так, что главный герой постоянно находится на сцене, отчего актёр всерьёз боялся надоесть публике — уходил на второй план или отходил в сторону, поворачивался спиной к зрителям… К тому же у Гая нет достойных противников: «Не такая уж большая честь побивать таких дураков, как Кондаков и Елкин!..»
Пьеса «Мой друг» — действительно своеобразная монодрама. Юзефа Юзовского она заставила задуматься о положительном герое вообще, поскольку в литературе он сплошь и рядом получается хуже, скучнее отрицательного; особенно — если этот герой «захвачен передовыми идеями века и вступает из-за них в конфликт со своей средой». Такому герою, страдающему недостатком жизненности, театральная классификация с давних пор отводила амплуа «резонёра». Это известное всем обстоятельство породило в советской литературе представление о том, что «букет без цветов зла лишён аромата»: «Например, наш герой неумолимо трезв. И вы в это верите?»
В «обаятельной» пьесе Погодина, писал критик, самая худшая сцена — та, в которой Гай от депрессии и бессонницы лечится коньяком. Это, считал Юзовский, не «жизненность», а дань дурной моде. Гай, как он написан Погодиным, вовсе не нуждается в таком одушевлении. В отличие от Чацкого или Жадова, героических одиночек, вынужденных противостоять своей среде, Гай — плоть от плоти той среды, в которой живёт и работает, в которой есть место и ёлкиным, и белковским, и много кому ещё; Гай просто лучшее её выражение, и жизненность погодинского героя именно в этом. Зрителям не приходится следить за его единоборством с бюрократом Ёлкиным или склочником Белковским, потому что борьба, как пишет Юзовский, ведётся на более широком фронте, далеко не одним Гаем. И нескучным этого героя делают не пороки, а обыкновенные человеческие эмоции и чувство юмора: «Даже из такого дня выхожу живым. Я жив, друзья мои!..»
При этом критик отметил, что все ранние пьесы Погодина написаны наспех, и выразил надежду на то, что драматург ещё вернётся к своим героям, «чтобы поговорить о них углублённее».
Погодин в 1932 году уже протестовал против определения его пьес как сценических очерков; он стремился к широким обобщениям, к созданию типических характеров, ему казалось, что он преодолел очеркизм. Но критики этого не замечали; следы очеркизма видели, помимо отсутствия сюжетности, в том, что отдельные сцены и ситуации в его пьесах не вызваны крайней необходимостью, а просто списаны с натуры ради «правды жизни». 
Наиболее доброжелательные критики прощали Погодину несовершенство его пьес за новизну материала; сам же драматург понимал, что новое сегодня уже завтра станет для театра обыденным и банальным. «С „Моим другом“, — писал Погодин в своих «Автобиографических заметках», — закончился короткий и буйный период, который можно сравнить с порой всякой счастливой молодости… Когда прошли первые вдохновения, то для настоящего мастерства не оказалось серьёзного багажа знаний».

## Судьба пьесы, судьба героя

### «Мой друг» Алексея Попова
Алексей Попов и в этот раз проделал немалую работу над текстом, устраняя длинноты в диалогах, делая более ударными важные реплики, но то, что пьесы Погодина не вписывались в каноны драматургии, беспокоило режиссёра меньше всего: он и сам легко ломал любые каноны, нарушал любые традиции. Попов, писала Наталья Крымова, «открывал со сцены дверь прямо в жизнь» и находил для этой жизни соответствующую постановочную форму. Художник Илья Шлепянов одел сцену Театра Революции в чёрно-белые цвета; опускались и поднимались на стальных тросах, обозначая место действия, огромные фотопанно — чёрно-белые фотографии из журнала «СССР на стройке», выразительные, несмотря на отсутствие красок. И на этом аскетичном фоне — цветовые блики: падающий на фотографии свет прожекторов, пламя костра на стройплощадке. Композитор Леонид Половинкин только в увертюре использовал оркестр; дальше музыкальное оформление обеспечивали два рояля, такие же чёрно-белые.

Михаил Астангов в роли Гая (Театр Революции, 1932)

В отличие от Астангова, Попова не смущало и то, что в пьесе только одна большая роль: ему нужен был новый «герой нашего времени», он и ставил спектакль «на Гая», все остальные персонажи были для режиссёра лишь прожекторами, освещающими главного героя. Он нашёл для спектакля центростремительный ритм — ритм жизни Гая.
Попов удивил всех, и в первую очередь автора, назначив на главную роль Михаила Астангова: этот умный актёр, «с головы до ног интеллигент», как охарактеризовал его Попов, у режиссёров ассоциировался исключительно с отрицательными персонажами. Но на роль «талантливого интеллигента из рабочих», как пишет Нея Зоркая, Попову нужен был именно Астангов — актёр, способный «заразительно, действенно мыслить на сцене».
В историю советского театра вошёл не только спектакль Попова, но и Гай Астангова. Именно он, считал режиссёр, своим вдохновенным исполнением придал спектаклю полёт. Роль давалась актёру тяжело: Попов искал и не находил в нём «хозяина», с «хваткой». Но однажды Астангов встретил человека, приехавшего в Москву с отдалённой стройки в нестоличном наряде: в гимнастёрке, галифе и бурках. В этом костюме и вышел на сцену астанговский Гай; бурки сделали его походу твёрдой, а жест — широким, в нём проснулся хозяин, появилась хватка. Астангов, писал Юзовский, чувствовал себя в роли Гая даже лучше, чем рыба в воде; этот Гай был талантлив, и талантливость его была заразительна: «Гай, созданный Погодиным, показанный Поповым, сыгранный Астанговым, принадлежит к тому типу долгожданного героя, на которого зритель хочет быть похожим».  
При всей хозяйской деловитости Гая Театральная энциклопедия и 30 лет спустя отмечала «поэтичность» созданного Астанговым образа. Юзовский же нашёл в спектакле Попова такое сближение реализма и романтизма, какого он на советской сцене ещё не видел.

### Судьба пьесы
Премьера московского спектакля состоялась 11 ноября 1932 года: всего несколькими днями позже, 15 ноября, в Ленинграде пьесу «Мой друг» представил публике Большой драматический театр, в постановке Константина Тверского, с  Андреем Лаврентьевым в роли Гая и Василием Софроновым в роли Руководящего лица. В первой половине 30-х годов пьеса шла во многих театрах России и союзных республик. Во второй половине 30-х пафос ранних погодинских пьес поблек, и сам он далеко ушёл от своих первых драматургических опытов: теперь в театрах страны шёл его «Человек с ружьём».
Война создала для советских театров новый репертуар, а в послевоенные годы едва ли не все пьесы 20-х — начала 30-х годов оказались не созвучны эпохе. О «Моём друге» вспомнили во второй половине 50-х — на фоне освоения целины, новых гигантских строек, начала освоения космоса: в 1956 году пьесу Погодина поставил В. Лебедев в Одесском театре, в 1957-м — Д. Тункель в ЦТСА. 
Но московский спектакль и близко не прозуучал так, как в 1932-м, а роль Гая для актёра Андрея Попова обернулась творческим провалом. Время оказалось совсем другое: «Слишком длительное злоупотребление высокими идеалами, — писал Михаил Буткевич, — привело к интоксикации целого поколения».

### Судьба героя
На происходившие в стране перемены театр откликался, переосмысливая советскую и несоветскую классику, но драматургия, пишет Марианна Строева, «как обычно, запаздывала». В 1957 году Погодин, в то время главный редактор журнала «Театр», дал ей на прочтение только что написанную пьесу «Сонет Петрарки». Пьеса о переживаниях немолодого человека, влюблённого в молодую девушку, вызвала у Строевой недоумение; она сказала: «Николай Фёдорович, ведь сейчас вы снова можете и должны написать о своём главном герое Гае!» Но в ответ услышала крик: «Что вы такое говорите?! Да ведь кости Гая давно сгнили в Сибири!..» .
Погодин прекрасно знал, какая судьба постигла и многих «командиров пятилетки», и многих «руководящих лиц», знал, что это в начале 30-х годов по доносу какого-нибудь белковского могли всего лишь снять с поста (Степан Дыбец был расстрелян в 1937 году); и он обратился к этой теме, написав в 1961 году пьесу «Верность», имевшую и другое название — «Чёрные птицы». Не Гай, а человек по фамилии  Первозванов, выживший в Сибири, освобождённый и реабилитированный, встречался со своим старым другом Крутояровым, который все эти годы заботился о его семье: женился на жене Первозванова, вырастил его сына, продолжил дело друга, заняв его место… А Первозванов знал, что именно Крутояров и написал на него донос. Но главным героем пьесы стал всё-таки друг-предатель, который все эти годы мучился угрызениями совести и от них же в конце пьесы умирал.
Прочитанная в кругу литераторов, эта пьеса, написанная, как считал Самуил Алёшин «искренно и, в какой-то мере, исповедально», вызвала неоднозначную реакцию. Сам Алёшин заметил, что такой конец пьесы — оправдание, иллюзия возмездия, при том что здоровье надламывалось скорее у тех, кто сидел. Погодин, однако, считал, что желать надо не возмездия, а покаяния.
Пьесу в 1962 году Александра Ремизова поставила в Театре имени Вахтангова, причём Первозванова играл всё тот же Михаил Астангов; она шла и в некоторых периферийных театрах (в Ташкентском театре им. Горького Первозванов выходил на сцену в знаменитых бурках Гая — Астангова), но очень скоро была забыта. А время Гая всё-таки пришло.

### «Темп-1929» Марка Захарова
Спектакль «Темп-1929», ещё не мюзикл, но максимально приближавшийся к мюзиклу, появился на сцене Театра Сатиры в 1971 году. Режиссёр Марк Захаров сам создал композицию из ранних пьес Погодина, взяв за основу пьесу «Мой друг», многое при этом опустив, и дополнив её эпизодами из «Темпа» и «Поэмы о топоре». «…Мотив каждой пьесы, — писала О. Мальцева, — оказывался важным не столько сам по себе, сколько в столкновении с мотивами других пьес». В «Темпе», как и в «Моём друге», действие разворачивалось на строительстве крупного завода, а главным героем был начальник этого строительства, Болдырев, вынужденный бороться со всеми издержками заданного темпа, с тифом, с невежеством рабочих, только что пришедших из деревни.  

Роман Ткачук в роли Гая, «Темп-1929»

Главным героем своего спектакля Захаров сделал Григория Гая, «легендарного героя времени первых пятилеток» — так, словно о реальном историческом лице, говорил о нём режиссёр. Хотя на стройках СССР в начале 70-х годов далеко не всё изменилось по сравнению с началом 30-х — несколькими годами позже Александр Гельман написал своё остроактуальное «Заседание парткома», — Марк Захаров не стремился актуализировать пьесы Погодина. Это был ретроспективный взгляд на годы первых пятилеток; даже шлягеры, написанные Геннадием Гладковым на стихи Роберта Рождественского, опирались на традиции советской песни 20—30-х годов. Это был взгляд одновременно и сочувственный, и иронический: «…Вне иронии, — пишет Алексей Ряпосов, — пафос погодинских сюжетов плохо совмещался с иной эпохой…»
Выбор исполнителя главной роли был таким же неожиданным, как в своё время у Попова, и так же ломал амплуа актёра: Попов выбрал специалиста по отрицательным персонажам, Захаров — актера комедийного плана, причём образцового «простака» (хотя в его активе уже был и Филька-анархист в «Интервенции»). Назначение на эту роль Романа Ткачука, по мнению Евг. Холодова, возможно, лишало фигуру директора солидности, но привлекало к нему сердца — «и тех, кто на сцене, и тех, кто в зале». «Тонкий, резкий, лиричный», по словам критика, Ткачук в роли Гая сумел соединить гражданский пафос с «какой-то очень проникновенной человеческой нотой».
Художник Александр Васильев создал для героев спектакля рабочую атмосферу — воздвиг на сцене настоящие строительные леса, «доски цвета досок и бревна цвета бревен»; по ходу спектакля они росли вверх и вширь и в финале окрашивались в победные алые цвета. «Спектакль… был обаятелен, остроумен, экспрессивен, — писала О. Скорочкина. — Счастливая энергия сотворения нового мира клокотала в нём».